# موتور پمپ عباس نوروزپور
موتور پمپ عباس نوروزپور یک منطقهٔ مسکونی در ایران است که در دهستان ارزوئیه واقع شده‌است. موتور پمپ عباس نوروزپور ۷۲ نفر جمعیت دارد.